# Algèbre géométrique conforme
L’algèbre géométrique conforme est un modèle mathématique de l'espace, établissant une correspondance injective entre l'espace euclidien de dimension {\displaystyle n} et une algèbre géométrique de dimension {\displaystyle n+2}, telle que l'image de tout point est un vecteur nul et telle qu'il existe un vecteur nul avec lequel l'image de tout point donne un produit intérieur égal à un. 

## Définitions

### Plan de Minkowski
L'algèbre géométrique conforme ajoute à l'espace euclidien deux dimensions dotées d'une métrique pseudo-euclidienne {\displaystyle (-,+)}.  Cet espace est appelé plan de Minkowskii.
Deux vecteurs nuls de cet espace sont choisis.  Ils sont notés {\displaystyle (o,\infty )} et appelés respectivement origine et horizon.  Ils sont choisis afin de satisfaire les relations suivantes:
Il peut être montré que {\displaystyle (o,\infty )} forment une base du plan de Minkowski.  Cette base est appelée base nulle.
Le produit extérieur de l'horizon et de l'origine forme le pseudo-scalaire du plan de Minkowski.  Il est noté avec un E majuscule.
La convention {\displaystyle E=o\wedge \infty } existe aussi mais ne sera pas utilisée dans cet article.

### Découpage conforme
L'algèbre géométrique conforme découpe une algèbre géométrique de dimension vectorielle {\displaystyle n+2} en deux sous espaces : le plan de Minkowski et un espace de dimension {\displaystyle n} visant à représenter un espace euclidien.
Il existe au moins deux méthodes de découpe.

#### Découpage additif
Le découpage additif utilise une somme directe:
Un vecteur {\displaystyle x} de {\displaystyle \mathbb {R} ^{n+1,1}} s'écrit donc:
{\displaystyle x=F(\mathbf {x} )=\mathbf {x} +\alpha o+\beta \infty }
Les coefficients {\displaystyle \alpha ,\beta } sont les coordonnées de {\displaystyle x} dans le plan de Minkowski.  Ils dépendent de {\displaystyle \mathbf {x} } de manière que {\displaystyle F(\mathbf {x} )} satisfasse les relations définissant le modèle conforme.

#### Découpage multiplicatif
Le découpage multiplicatif consiste en un produit direct:
Ici {\displaystyle {\mathcal {G}}_{n}} est en fait l'espace des trivecteurs ayant pour facteur commun le bivecteur E.
{\displaystyle \rho \mathbf {x} =x\wedge E}
Le facteur de linéarité {\displaystyle \rho } est à déterminer en tenant compte des conditions du modèle conforme.

## Propriétés

### Plan de Minkowski

#### Carré du pseudo-scalaire
Le carré du pseudo-scalaire du plan de Minkowski est égal à un.

#### Absorption par la base nulle
Dans le plan de Minkowski, la multiplication par E agit sur l'origine et l'horizon en changeant ou non leur signe selon le sens de la multiplication.

### Expression de F

#### Découpage additif
Avec le découpage additif, l'expression explicite de F s'écrit:

#### Découpage multiplicatif
Pour le découpage multiplicatif, F s'écrit:

### Produit intérieur et norme euclidienne
Le carré de la distance euclidienne est l'opposé du double du produit intérieur.